# Каскано (Казерта)
Каскано је насеље у Италији у округу Казерта, региону Кампанија.
Према процени из 2011. у насељу је живело 1102 становника. Насеље се налази на надморској висини од 217 м.